# 中国の五カ年計画
中国の五カ年計画（ちゅうごくのごかねんけいかく、中国語: 五年计划, 英語: Five-year plans of China）は、中華人民共和国がソビエト連邦の五カ年計画に倣って1953年に導入し、現在も実施している経済開発イニシアチブ。

## 歴史
1953年に最初の五カ年計画が始められ、1958年から第二次五カ年計画期になったが、同時期の大躍進の影響により有名無実化し、第三次五カ年計画の開始は3年遅れの1966年になった。その後は形式的には継続されていくが、1966年に文化大革命が始まったのをはじめ、政治的な混乱が1970年代後半まで続いたため、実質的に意味を持つようになったのは1981年からの第六次以降とされる。
鞍山市は鋼都として鞍山市政府は2000年に五カ年計画で、鞍山を鉄の街から現代的な工業都市および観光都市へと変貌させる。黄海製鉄所は1954年6月の平炉復旧を皮切りとして1950年代後半の五カ年計画期に再建が進められ、1960年代に設備が増設された。夏商周年表プロジェクトは第九次五カ年計画のプロジェクトの1つである。
京秦線は盧竜県を経て秦皇島市に至る路線で、中国第六次五カ年計画の重点建設頂目の1つであった。満州里市は2002年の第十次五カ年計画で、深圳と共に優先発展陸運交易拠点とした。第九次五カ年計画（1996年 - 2000年）では中華人民共和国の高速鉄道を1995年に李鵬首相が計画の準備を盛り込んでいた。
中央政策組は積極的不介入として外の有識者や中国政府高官などを招聘して第十一次五カ年計画と香港の発展と題した「経済サミット」を開催している。第十一次五カ年計画では環境問題についても目標指標に盛り込んでいる。

## 計画・規画
- 第一次五カ年計画（中国語版）（一五計画）1953年 - 1957年
  - ソビエト連邦の第一次五カ年計画にならい、中国社会主義経済の工業化を目指し開始。
- 第二次五カ年計画（中国語版）（二五計画）1958年 - 1962年
  - 大躍進政策失敗の影響で有名無実化。
- 第三次五カ年計画（中国語版）（三五計画）1966年 - 1970年
  - 開始が大幅に遅れ、さらに1966年より文化大革命が開始され経済活動が著しく停滞。
- 第四次五カ年計画（中国語版）（四五計画）1971年 - 1975年
  - 「三五計画」と同じく文化大革命期で経済活動が停滞。
- 第五次五カ年計画（中国語版）（五五計画）1976年 - 1980年
- 第六次五カ年計画（中国語版）（六五計画）1981年 - 1985年
- 第七次五カ年計画（中国語版）（七五計画）1986年 - 1990年
- 第八次五カ年計画（中国語版）（八五計画）1991年 - 1995年
- 第九次五カ年計画（中国語版）（九五計画）1996年 - 2000年
- 第十次五カ年計画（十五計画）2001年 - 2005年
- 第十一次五カ年規画（十一五規画）2006年 - 2010年
  - この「十一五規画」より、計画から規画に表記が変更された。
- 第十二次五カ年規画（中国語版）（十二五規画）2011年 - 2015年
- 第十三次五カ年規画（中国語版）（十三五規画）2016年 - 2020年
- 第十四次五カ年規画・2035年ビジョン（中国語版）（十四五規画）2021年 - 2025年
  - 「2035年ビジョン」については2035年まで。
- 第十五次五カ年規画（十五五規画）2026年 - 2030年
  - この期間中に、ロボット産業の市場規模が世界一になる事が見込まれている[2]。